# Nuvens de Verão (filme de 1958)
Iwashigumo (鰯雲, lit. "nuvem sardinha") (bra/prt: Nuvens de Verão), é um drama japonês de 1958 dirigido por Mikio Naruse, baseado no romance de mesmo nome feito pelo escritor japonês Tsutō Wada. Foi o primeiro filme colorido de Naruse em formato widescreen.

## Sinopse
Okawa, um jornalista, entrevista Yae, uma agricultora, para seu artigo sobre a situação atual dos agricultores sob a nova constituição e após a reforma agrária no governo japonês. Yae conta sobre sua dura vida de trabalho, preocupações financeiras e seu baixo status como nora e viúva, o que equivale a "nada" desde que seu filho não seja casado. Ao mesmo tempo, seu irmão mais velho, Wasuke, já casado pela terceira vez, tenta encontrar uma esposa para seu filho mais velho, Hatsuji. Quando Yae conta a Okawa sobre a busca de seu irmão por uma nora, ele sugere uma jovem que tenha ganhado um prêmio em um concurso agrícola. Durante a viagem para conhecer a nova pretendente de Hatsuji e sua mãe, Yae e Okawa, já casado, iniciam um caso. A mulher proposta em casamento para Hatsuji, Michiko, acaba sendo enteada da primeira esposa de Wasuke, Toyo, que foi expulsa pelo pai patriarcal de Wasuke e Yae por não mostrar competência suficiente na agricultura. Wasuke, insistindo que o casal celebre um casamento tradicional e luxuoso, tenta pedir dinheiro emprestado para a cerimônia, contrariando o conselho de Yae, que argumenta que as tradições não têm a mesma importância para os mais jovens. Um após o outro, os filhos de Wasuke exigem independência na escolha de suas decisões na vida. Relutante no início, Wasuke acaba vendendo as áreas restantes de suas terras para cobrir os pedidos de seus filhos, enquanto Yae vê sua chance de encontrar felicidade arruinada quando Okawa é transferido para Tóquio.

## Elenco
- Chikage Awashima como Yae
- Isao Kimura como Okawa
- Ganjirō Nakamura como Wasuke
- Nijiko Kiyokawa como Tane
- Keiju Kobayashi como Hatsuji
- Hiroshi Tachikawa como Shinji
- Kunio Otsuka como Junzo
- Akemi Ueno como Minko
- Michiko Fujii como Toshie
- Takashi Itō como Shiro
- Masao Oda como Daijiro
- Natsuko Kahara como Yasue
- Kumi Mizuno como Hamako
- Choko Iida como Hide
- Ken Kubo como Tadashi
- Haruko Sugimura como Toyo
- Yōko Tsukasa como Michiko
- Michiyo Aratama como Chie
- Bontaro Miake como Shirase
- Daisuke Katō como Inspetor
- Teruko Nagaoka como Senhoria
- Teruko Mita como Empregada

## Recepção
A biógrafa de Naruse, Catherine Russell, viu em Nuvens de Verão um filme "extremamente progressista" para a época em que foi feito, que "incorpora elementos-chave de um filme feminino", articulando sua crítica social por meio da personagem principal Yae. Além disso, ela apontou a atuação de Ganjiro Nakamura como Wasuke como um dos "verdadeiros pontos fortes" do filme. Ao contrário do historiador de cinema Alexander Jacoby, que citou Nuvens de Verão como um exemplo da "elegância estrutural" do trabalho de Naruse, Dan Sallitt chamou o filme de "muito bem organizado em torno de seu tema", e, assim como Russell, enfatizou e desempenho vívido e energizante do longa.

## Legado
Nuvens de Verão foi exibido no Museu de Arte Moderna de Nova York em 1985 como parte de sua retrospectiva sobre os trabalhos de Mikio Naruse, organizada pelo Kawakita Memorial Film Institute e o crític de cinema Audie Bock.

## Prêmios
Mainichi Film Awards
- Melhor Roteiro Shinobu Hashimoto (por Nuvens de Verão, Harikomi e Yoru no tsuzumi)
- Melhor Atriz Chikage Awashima (por Nuvens de Verão e Hotarubi)
- Melhor Ator Coadjuvante Ganjirō Nakamura (por Nuvens de Verão e Enjō)

Blue Ribbon Awards
- Melhor Roteiro Shinobu Hashimoto (por Nuvens de Verão e Harikomi)
- Melhor Ator Coadjuvante Ganjirō Nakamura (por Nuvens de Verão e Enjō)